# Melvin and Howard
Pour plus de détails, voir Fiche technique et Distribution.
Melvin and Howard est un film américain réalisé par Jonathan Demme et sorti en 1980.

## Synopsis
Melvin Dummar (en), jeune homme paumé et désœuvré, rencontre le milliardaire excentrique Howard Hughes. Ce dernier vient d'être victime d'un accident de moto dans le désert du Nevada.

## Fiche technique
Sauf indication contraire, les informations mentionnées dans cette section peuvent être confirmées par la base de données cinématographiques IMDb,  présente dans la section « Liens externes ».
- Titre original : Melvin and Howard
- Réalisation : Jonathan Demme
- Scénario : Bo Goldman
- Musique : Bruce Langhorne
- Photographie : Tak Fujimoto
- Montage : Craig McKay
- Production : Art Linson, Don Phillips et Terence Nelson
- Société production et de distribution : Universal Pictures
- Pays de production :  États-Unis
- Format : Couleurs - Stéréo
- Genre : comédie dramatique, biographie
- Durée : 95 minutes
- Dates de sortie[1] :
  - États-Unis : août 1980 (Mostra de Venise 1980)
  - États-Unis : 19 septembre 1980
  - France : 13 octobre 1982 (sortie limitée)
- Classification[2] :
  - États-Unis : R

## Distribution
- Jason Robards : Howard Hughes
- Paul Le Mat : Melvin Dummar
- Elizabeth Cheshire : Darcy Dummar
- Mary Steenburgen : Lynda Dummar
- Gloria Grahame : Mme Sisk
- Chip Taylor : Clark Taylor
- Melvin E. Dummar : l'employé du dépôt de bus
- Michael J. Pollard : Little Red
- Charlene Holt : Mme Worth
- Robert Ridgely : Wally Mr. Love Williams

## Production
Le tournage a lieu dans le Nevada (Las Vegas, Gabbs, Ogden, Reno), dans l'Utha (Salt Lake City, Willard, Grand Lac Salé), en Californie .

## Distinctions
- Oscar du meilleur scénario original
- Oscar de la meilleure actrice dans un second rôle pour Mary Steenburgen